# Tony Scott
För den amerikanske jazzklarinettisten, se Tony Scott (musiker).
Anthony David "Tony" Scott, född 21 juni 1944 i North Shields, Tyne and Wear, England, död 19 augusti 2012 i San Pedro, Los Angeles, Kalifornien, var en brittisk filmregissör och producent. Han var bror till regissören Ridley Scott.

## Karriär
Scott började sin karriär som reklamfilmare på 1960-talet. 1985 gjorde han en reklamfilm för Saab, i vilken en Saab 900 turbo och en AJ 37 Viggen tävlade mot varandra. Producenterna Don Simpson och Jerry Bruckheimer blev så imponerade att de erbjöd Scott att regissera Top Gun. Framgångarna med den filmen gjorde att Scott hamnade på Hollywoods A-lista för actionregissörer. Han fortsatte med att regissera storbudgetfilmer som Snuten i Hollywood II, Days of Thunder, Den siste scouten och True Romance.

## Privatliv
Scott var gift med Gerry Scott 1967–1974, med Glynis Sanders 1986–1987 och med Donna W. Scott 1994–2012.
Den 19 augusti 2012 hittades Scott död efter att ha tagit livet av sig genom att hoppa från Vincent Thomas Bridge i Los Angeles. Han lämnade ett självmordsbrev i sin bil. Scott gravsattes på Hollywood Forever Cemetery.

## Filmografi (i urval)
- 1983 – Blodshunger
- 1986 – Top Gun
- 1987 – Snuten i Hollywood II
- 1990 – Days of Thunder
- 1990 – Hämnd – starkare än kärlek
- 1991 – Den siste scouten
- 1993 – True Romance
- 1995 – Rött hav
- 1996 – The Fan
- 1998 – Enemy of the State
- 2001 – Spy Game
- 2004 – Man on Fire (även producent)
- 2005 – Domino (även producent)
- 2006 – Déjà vu
- 2009 – Linje 1 2 3 kapad (även producent)
- 2010 – Unstoppable (även producent)